# 윤태민
윤태민(2004년 10월 13일 ~ )는 대한민국의 축구 선수로, 포지션은 센터백이다. 현재 K리그1 대구 FC 소속이다.